# Hermannia colloffi
Hermannia colloffi är en kvalsterart som först beskrevs av Malcolm Luxton 1991.  Hermannia colloffi ingår i släktet Hermannia och familjen Hermanniidae. Inga underarter finns listade i Catalogue of Life.